# المعهد الجزائري للبترول
المعهد الجزائري العالي للبترول (بالإنجليزية: Algerian Petroleum Institute)‏ يلبي احتياجات قطاع الطاقة والمناجم الجزائري من الموارد البشرية الخبيرة. فالمعهد يوفر تكوينا متخصصا وتأهيلا وإعادة تأهيل إضافة للبحوث التطبيقية بمستوى دولي يتماشى مع ما يقتضيه قطاع الطاقة والمناجم في الجزائر.

## المهام الرئيسة للمعهد
يقوم المعهد بعدة مهام مثل:
- تنظيم وتوفير التكوين المتخصص بالإضافة إلى التكوين المتوج بشهادات (أعوان، أعوان تحكم، تقنيين ساميين، مهندسين تطبيقيين، مهندسي دولة متخصصين ودراسات ما بعد التدرج) في مختلف ميادين نشاط قطاع الطاقة والمناجم.
- تقديم الخدمات (دراسات، تحاليل، الخبرات)
- تطوير التوثيق العلمي والتقني.
- المساهمة في التحكم التكنولوجي وذلك من خلال تطوير البحوث التطبيقية في مجال الطاقة والمناجم.
- إقامة وتطوير وترقية التكوين عن بعد،
- التكفل بالتوثيق الخاص قطاع الطاقة والمناجم، في إطار إنشاء هيئة «المشاريع المنجزة».

## اربع فروع _ فرع ورڨلة
للمعهد 3 مدارس تتفرع عنه بكل من مدن بومرداس ووهران وسكيكدة.

### مدرسة بومرداس
تأسست المدرسة سنة 1971 بمدينة بومرداس، وتضمن تكوين في طور التدرج وما بعد التدرج والتكوين المستمر (التأهيل، الندوات العلمية والبحوث التطبيقية). تتمتع المدرسة بسعة استقبال تعادل 500 طالب في نظام دراسي داخلي حر لنيل شهادات مهندس متخصص – ماستر متخصص، ماستر العلوم في مرحلة التدرج. توفر المدرسة 28 قاعة لإلقاء الدروس وقاعتان لإلقاء المحاضرات ذات طاقة استيعاب إجمالية تبلغ 400 مقعد إضافة لقاعات للإعلام الآلي (200 مقعد) ومكتبة.
مجالات تخصص مدرسة بومرداس تشمل كافة نشاطات السلسلة النفطية والسلسلة النفطية الموازية:
علوم الأرض، الجيولوجيا البتروليةٍ، الجيوفيزياء البترولية، التنقيب واستخراج النفط، هندسة الخزانات، التجهيز الخاص بالبترول والغاز، تكرير النفط، البيتروكيمياء، هندسة البوليمرات، الغاز الطبيعي المميع، نقل وتوزيع الغاز، نقل وتوزيع المحروقات، الصيانة الصناعية، الآلات التوربينية، التجهيز البترولي، الاقتصاد البترولي والغازي، تسويق المحروقات ومشتقاتها، إدارة الأعمال، هندسة البيئة، برنامج الصحة والسلامة والبيئة، الأمن الصناعي، الوقاية، هندسة الطاقة، المناجم والاتصال في المؤسسة.
تتوفر المدرسة على مخابر مختصة :
- مخبر التجارب المنمطة، * مخبر TBP
- مخبر التجارب الخاص بالمحركات
- المحركات CFR
- مخبر مراقبة العمليات
- مخبر التجهيز الحديث
- البيئة
- مخبر وصف المواد
- مخبر الصيانة
- جهاز محاكاة للحفر
- مخبر اللغات (متعدد الوسائط)

### مدرسة وهران
تأسست مدرسة وهران سنة 1974 وهي متخصصة في مجال الغاز. تقع مدرسة وهران بالمنطقة الصناعية بأرزيو وتمتد على مساحة تقدر بــ 24 هكتار. تتمثل مهامها في تكوين التقنيين الساميين والمهندسين التطبيقيين إلى جانب التكوين المتواصل (التأهيل وإعادة التأهيل). تتمتع المدرسة بطاقة استيعابية بـ 300 مقعد بيداغوجي و288 سرير للإيواء في نظام داخلي حر. وتوفر المدرسة 14 قاعة دروس وقاعة المحاضرات (56 مقعد) إضافة لقاعة الرسم ومركز للحسابات ومكتبة ومطعم ونادي وميدان لممارسة الرياضة.
أما اختصاصات التكوين فهي : عون-عون عون تحكم - تقني سامي متخصص، مهندس تطبيقي.
تتمثل مجالات نشاط في :
- الغاز الطبيعي المميع
- نقل وتوزيع الغاز
- العمليات الغازية
- التجهيز
- الميكانيك
- الإلكتروميكانيك
- الإلكتروتقنية
- الأمن الصناعي

تتوفر مدرسة وهران على المخابر عدة :
- مخبر إلكترونيك
- مخبر الكتروتقنية
- مخبر محركات الاحتراق
- مخبر تربينات الغاز
- مخبر ميكانيك السوائل
- نقل وتوزيع الغار
- مخبر التجارب الميكانيكية
- مخبر الصناعات الميكانيكية
- مخبر مراقبة العمليات والضبط
- مخبر اللغات متعدد الوسائط (16 جهاز)

### مدرسة سكيكدة
تأسست مدرسة سكيكدة سنة 1981 وهي تقع بالقرب من المنطقة الصناعية بسكيكدة.
تتمثل مهمتها الأساسية في تكوين التقنيين الساميين والمهندسين التطبيقيين والأعوان إضافة إلى توفير التكوين المتواصل (التأهيل وإعادة التأهيل).
تتمتع المدرسة بطاقة استعابية تقارب 250 مقعد بيداغوجي و120 سرير في نظام دراسي داخلي حر.تتوفر المدرسة على 17 قاعة دروس ومركز الحسابات ومكتبة وقاعة النسخ ومطعم ونادي.
تتمثل مجالات نشاط المدرسة فيما يلي :
تكرير النفط والبتروكيميا، والكيمياء الصناعية، استغلال الوحدات السطحية، التجهيز البترولي، ميكانيك البترول، مكانيك الورشات، الإلكتروميكانيك، الإلكتروتقنية والأمن الصناعي.
تحتوي المدرسة على المخابر التالية :
- مخبر التجارب المعيارية
- مخبر الكيمياء
- مخبر البيئة.
- مخبر التحاليل
- مخبر الكيمياء الكهربائية، الالكتروكيمياء.
- مخبر التآكل
- مخبر التجهيز البترولي.
- مخبر القياس والضبط
- مخبر المحاكاة
- مخبر ميكانيك السوائل
- مخبر المضخات
- مخبر الآلات الضاغطة
- مخبر التوربينات البخارية
- مخبر الاحتراق الداخلي
- مخبر التشخيص بواسطة التحليل الاهتزازي
- مخبر المحول الحراري
- مخبر اللغات والإعلام الالي

## المصدر
- الموقع الرسمي للمعهد الجزائري العالي للبترول Algerian Petroleum Institute.